# Novela satírica
La novela satírica es un tipo de novela en el que domina la sátira. 
Históricamente, la sátira está en los comienzos del género novelístico, no pudiéndose ignorar su presencia en el Lazarillo de Tormes (1554) o Don Quijote de la Mancha (1605)
El siglo XVIII inglés fue considerado la época de la sátira, evidenciada sobre todo en novelas, entre las que pueden citarse Los viajes de Gulliver (1727), Shamela (1741) o, en Francia, Cándido (1759).
La tradición satírica inglesa del siglo XVIII se perpetuó en autores tales como Charles Dickens, William Makepeace Thackeray o, en Francia, Octave Mirbeau, integrándose en ciertos aspectos en la novela realista, en particular con la importancia de las descripciones y de la ambición de presentar una visión completa de toda la sociedad.
En Rusia, el estilo satírico está ilustrado por la obra de Nikolái Vasílievich Gógol (Las almas muertas, 1840), y por algunas novelas de Dostoievski (El burgo de Stepanchíkovo y sus habitantes, 1859).
Ya en el siglo XX, ha seguido cultivándose, sobre todo en su vertiente de sátira política:
- El buen soldado Švejk (1921-1922)
- Rebelión en la granja (1945)
- Mil novecientos ochenta y cuatro (1949)
- Trampa 22 (1961)
- Superviviente (2000)

- Datos: Q6045975